# 조욱
조욱(趙昱, 1498년 8월 21일~1557년 12월 10일)은 조선의 유학자다. 자는 경양, 호는 우암, 본관은 평양이다.

## 생애
조선 중종 때 문과에 급제하였으나 벼슬에 오르지 않고 용문산으로 들어가 성리학을 연구하였다. 그의 높은 학식과 인격이 세상에 알려지자 '용문 선생'이라 불리었다. 명종 때 현사로 뽑혀 선무항 내 섬주부직을 받았고, 장수 현감을 지냈다. 당시의 저명한 학자인 이황·서경덕과도 가깝게 지냈다. 시·그림에도 뛰어났으며 죽은 후 이조참의에 추증되었다. 저서로 《용문집》이 있다. 운계서원에 제향되었다.

## 같이 보기
- 양평 세심정 - 양평군 향토유적 제23호
- 조욱 선생 묘 - 양평군 향토유적 제26호